# Zespół Geschwinda
Zespół Geschwinda (zespół Gastauta-Geschwinda) – grupa zjawisk behawioralnych występujących w padaczce skroniowej, ale także innych zaburzeniach psychicznych.
Objawy: hipergrafia, hiposeksualność, nadmierna religijność, nadmierne zainteresowanie problemami filozoficznymi, lepkość w kontaktach interpersonalnych, drobiazgowość. Mogą objawiać się jako nadmierna skłonność do malowania lub zbieractwa.